# Nordstrom
Nordstrom is een Amerikaanse keten van luxe warenhuizen. Het hoofdkantoor van het bedrijf is gevestigd in Seattle. De onderneming is genoteerd aan de New York Stock Exchange-aandelenbeurs. In 2016 telde het concern 123 warenhuizen in de Verenigde Staten en Canada. Daarnaast zijn er 215 filialen van de outletformule 'Nordstrom Rack' en twee filialen van 'Jeffrey'. Het bedrijf heeft ook zes 'clubhuizen' onder de naam 'Trunc Club' waar de diensten van personal shoppers en stilisten worden aangeboden.

## Geschiedenis
Het bedrijf is in 1901 opgericht door de uit Zweden afkomstige John W. Nordstrom en Carl Wallin als schoenenwinkel in Seattle onder de naam Wallin & Nordstrom. In 1923 werd een tweede winkel geopend. Nadat de oprichters met pensioen gingen in 1928 en 1933 werden de aandelen overgedaan aan hun respectievelijke zonen. In 1960 was de schoenwinkel in Seattle uitgegroeid tot de grootste van de Verenigde Staten en waren er acht filialen. In 1963 werd begonnen met de verkoop van dameskleding en een aantal jaren daarna werd een kledingketen overgenomen. Vanaf 1971 vond er verdere uitbreiding plaats, in eerste instantie aan de westkust van de Verenigde Staten en vanaf 1988 ook aan de oostkust.